# B.C. Butcher
B.C. Butcher es una película de comedia de terror estadounidense de 2016, dirigida por Kansas Bowling y protagonizada por Natasha Halevi, Kato Kaelin, Kadeem Hardison y Rodney Bingenheimer. La trama de la película trata sobre una tribu de mujeres de las cavernas que son acechadas por un monstruo prehistórico. Ha sido descrita como "la primera película slasher prehistórica". Fue lanzada en enero de 2016 por Troma Entertainment.

## Sinopsis
Una tribu de mujeres de las cavernas sacrifica a una de sus miembros después de revelarse que está teniendo una aventura con el líder de la tribu (Kato Kaelin). Dejan su cuerpo en el desierto y es descubierto por una bestia prehistórica que se enamora de la mujer de las cavernas muerta y jura vengar su muerte. El monstruo, conocido como "El Carnicero", persigue a las mujeres de las cavernas responsables de su asesinato. La película también incluye un interludio de un video musical de la banda de punk de Los Ángeles, The Ugly Kids.

## Reparto
- Leilani Fideler como Neandra
- Natasha Halevi como Anaconda
- Devyn Leah como Bamba
- Molly Elizabeth Ring como Poppy
- Miranda Robin como Dina
- Kato Kaelin como Rex
- Dwayne Marion Johnson como El Carnicero
- Rodney Bingenheimer como él mismo
- Parker Love Bowling como Po
- Kadeem Hardison como narrador
- Kansas Bowling como modelo